# Archieparquía de Calcedonia de los sirios
La archieparquía titular de Calcedonia de los sirios (en latín: Archieparchia Chalcedonensis Syrorum) es una archieparquía titular metropolitana de la Iglesia católica conferida a miembros de la Iglesia católica siria. Corresponde a una antigua arquidiócesis de la Iglesia ortodoxa siria cuya sede estaba en la ciudad de Calcedonia, la actual Kadıköy en Turquía. De acuerdo al Anuario Pontificio, Calcedonia fue la sede metropolitana de la provincia de Bitinia III. 

## Historia
La diócesis de Calcedonia era una sede sufragánea de la arquidiócesis de Nicomedia en la provincia romana de Bitinia y en la diócesis civil del Ponto. Este estado duró hasta mediados del siglo V (¿451?) cuando fue elevada a sede metropolitana sin sufragáneas, una institución que era anómala en ese momento. No es posible saber exactamente cuándo sucedió esto, ciertamente después del concilio ecuménico celebrado en Calcedonia en 451, donde, sin embargo, la cuestión nunca fue abordada. El título está atestiguado por primera vez en la carta que los obispos de Bitinia enviaron en 458 al emperador León I después de la muerte del patriarca Proterio de Alejandría: entre las suscripciones se encuentra la del metropolitano Eleuterio de Calcedonia.
En la Notitia Episcopatuum más antigua del patriarcado de Constantinopla, generalmente atribuida al pseudo-Epifanio y fechada a mediados del siglo VII, Calcedonia ocupa el noveno lugar entre las sedes metropolitanas del patriarcado.

### Sede titular
Una sede titular católica es una diócesis que ha cesado de tener un territorio definido bajo el gobierno de un obispo y que hoy existe únicamente en su título. Continúa siendo asignada a un obispo, quien no es un obispo diocesano ordinario, pues no tiene ninguna jurisdicción sobre el territorio de la diócesis, sino que es un oficial de la Santa Sede, un obispo auxiliar, o la cabeza de una jurisdicción que es equivalente a una diócesis bajo el derecho canónico.
La diócesis de Calcedonia fue restablecida como archieparquía titular de Calcedonia de los sirios en el siglo XX y fue conferida por primera vez por la Santa Sede el 3 de agosto de 1922 al obispo Clément Michel Bakhache.

## Cronología de los obispos

### Obispos de la sede residencial
(...)

### Obispos de la sede titular
- Clément Michel Bakhache † (3 de agosto de 1922-4 de julio de 1958 falleció)[5]